# Abbazia di Niedermünster

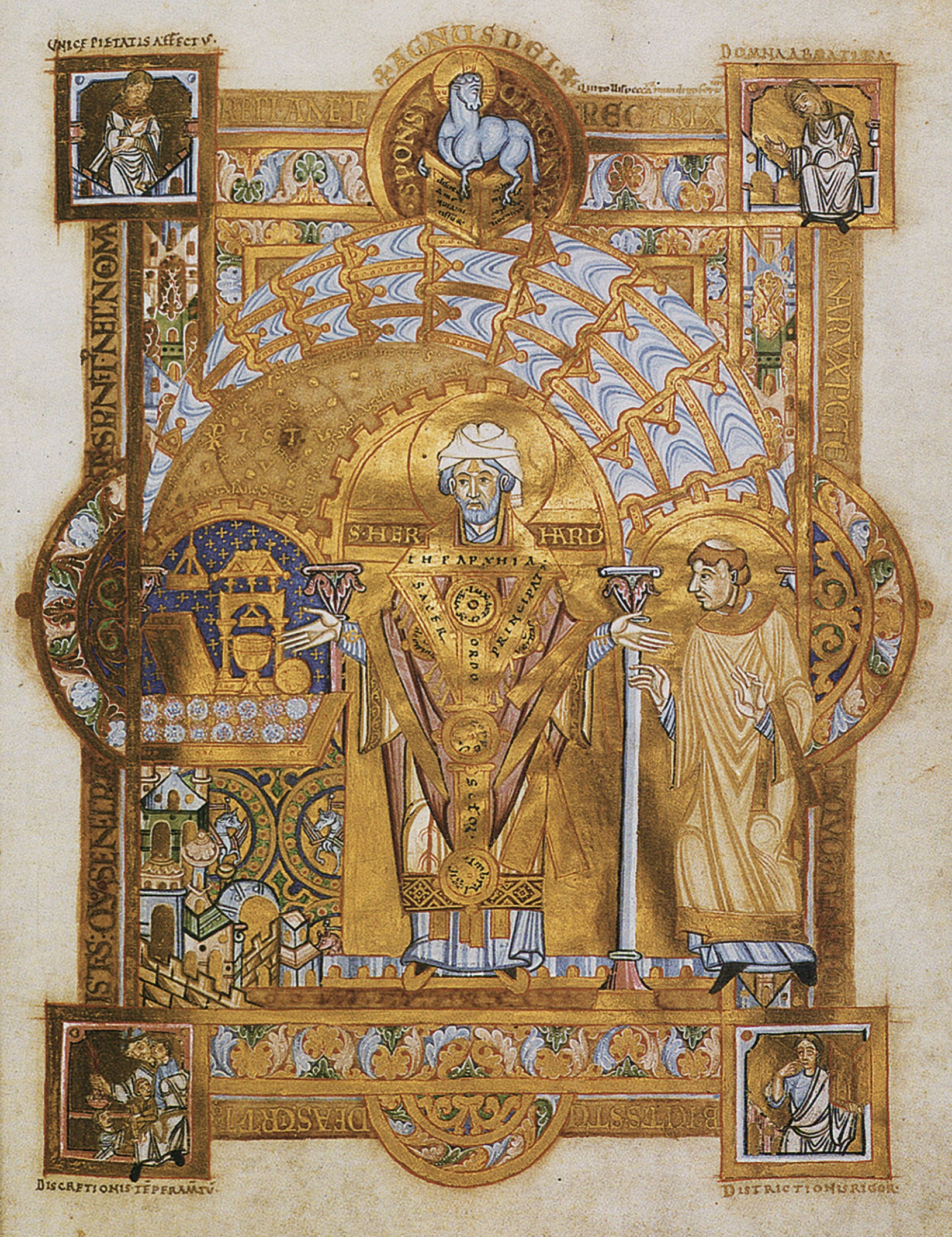
Sant'Erardo, tradizionale fondatore dell'abbazia di Niedermünster, dal Codice Uta, primi anni dell'XI secolo, commissionato dalla badessa Uta o Uda I

L'abbazia di Niedermünster (in tedesco Reichsstift Niedermünster), presso Ratisbona, fu una sede di monache (Frauenstift) della Baviera, in Germania, che al punto massimo del suo potere, era da considerarsi come la più potente in Baviera. La chiesa abbaziale è oggi adibita a chiesa parrocchiale della diocesi di Ratisbona.

## Storia
Questa comunità religiosa femminile, dapprima dedicata a sant'Erardo di Ratisbona alla sua fondazione, successivamente è dedicata all'Assunzione della Vergine Maria, e viene registrata come istituzione stabile a partire dall'889. La prima chiesa è tradizionalmente di fondazione risalente all'VIII secolo, come viene riportato in un documento al duca Tassilo III di Baviera nel 788. Non è chiaro se questa prima comunità fosse maschile o femminile, ma presto si sa che si sviluppò come una delle case femminili più importanti per la religione in Germania.
La chiesa venne interamente ricostruita su vasta scala ad opera del duca Enrico I di Baviera attorno alla metà del X secolo. Enrico, alla sua morte, venne sepolto in questo luogo dopo che egli aveva lasciato grandi legati a favore di questo monastero e sua moglie Giuditta, vedova, si fece monaca e divenne badessa di questo monastero, venendo poi sepolta alla di lei morte nel 990 accanto al marito.
Le strette relazioni che intercorrevano poi con la Dinastia ottoniana fecero di Niedermünster una grande sede, ricca e potente. Tra i tesori di Niedermünster si include ancora oggi anche il famoso Codice Uta, redatto attorno al 1025, realizzato con una decorazione in oro di pregevole fattura, commissionato da una badessa di Niedermünster. Qui si trova anche una magnifica croce donata dalla regina Gisella di Baviera, figlia del duca Enrico II di Baviera e moglie del re Stefano d'Ungheria, dedicata alla tomba della madre, e lei stessa venne qui sepolta nel 1006.
Nel 1002 l'imperatore Enrico II il Santo, figlio del duca di Baviera Enrico II, garantì alla comunità lo status di abbazia imperiale dipendente esclusivamente dall'Imperatore, garantendogli nel contempo anche molta influenza nella fondazione della nuova cattedrale di Bamberga che proprio in quegli anni egli si accingeva a far realizzare.
L'attuale chiesa romanica venne costruita nel 1152, dopo che un incendio aveva distrutto la precedente struttura, di cui si è conservata solo la cripta di Sant'Erardo.
Tra il XVII ed il XVIII secolo la chiesa venne modernizzata, ma in maniera molto modesta, anche se non mancarono le opere di spicco come un prezioso crocifisso bronzeo con Maria Maddalena ai piedi della croce, realizzato da Georg Petel, oltre ad un reliquiario d'argento realizzato nell'Ottocento per ospitare degnamente le reliquie di sant'Erardo.
L'abbazia venne sciolta nel 1803 durante la mediatizzazione per far far parte del principato di Ratisbona (ossia il vecchio principato vescovile di Ratisbona ingrandito dopo il Reichsdeputationshauptschluss) e poi, nel 1810, del Regno di Baviera. Dal 1821 il vescovo di Ratisbona prese qui alcune stanze per propria residenza e qui trasferì diversi uffici della curia. Sempre in quel 1821, acquisì il ruolo di chiesa parrocchiale alle dipendenze della cattedrale.
Durante gli scavi di ristrutturazione, inoltre, sono state trovate precedenti tracce di fortificazioni militari risalenti all'epoca romana.

## Badesse di Niedermünster
- Wildrade von Lernberg 900-928
- Tutta I von Reidenburg 928-942
- Himetrade von Hohenburg 942- prima del 974
- Giuditta di Baviera 974-990
- Richenza I von Limburg 990-994
- Kunigunde I von Kirchberg 994-1002
- Uda I von Kirchberg 1002-1025
- Heilka I von Rothenburg 1025-1052
- Gertrud I von Hals 1052-1065
- Mathilde I von Luppurg 1065-1070
- Heilka II von Franken 1070-1089
- Uda II von Marburg 1089-1103
- Richenza II von Zolling 1103-1109
- Mathilde II von Kirchberg 1109-1116
- Richenza III von Abensberg 1116-1126
- Richenza IV von Dornburg 1126-1130
- Heilka III von Kirchberg 1130-1136
- Kunigunde II von Kirchberg 1136-1177
- Tutta II von Falkenstein 1177-1180
- Adelheid I von Wolffershausen 1180-1190
- Bertha von Frontenhausen 1190-1197
- Heilka IV von Rotheneck 1197-1218
- Heilka V von Wittelsbach 1218-1224
- Frideruna von Falkenstein 1224-1229
- Mathilde III von Henffenfeld 1229-1239
- Tutta III von Dalmässing 1239-1242
- Irmgard I von Scheyern 1242-1245
- Hildegard von Kirchberg 1245-1249
- Kunigunde III von Stein 1249-1257
- Kühnheit Pinzingerin 1257-1259?
- Wilburg von Lobsingen 1259?-1261
- Tutta IV von Putingen 1261-1264
- Gertrud II. von Stein 1264-1271
- Wilburg von Lobsingen 1271-1273 (again)
- Elisabeth I Stauffin von Stauffenburg 1273-1276
- Hedwig Kropflin 1276-1285
- Kunigunde IV Hainkhoverin 1285-1300
- Adelheid II von Treidenberg 1300-1304
- Irmgard II von Köfering 1304-1314
- Euphemia von Winzer 1314-1333
- Elisabeth II von Eschen 1333-1340
- Petrissa von Weidenberg 1340-1353
- Margarethe I Gösslin von Altenburg 1353-1361
- Margarethe II Pinzingerin 1361-1365
- Elisabeth III von Rhein 1365-1391
- Sophia von Daching 1391-1410
- Katharina I von Egloffstein 1410-1413
- Barbara I Höfferin 1413-1417
- Herzenleid von Wildenwarth 1417-1422
- Anna I von Streitberg 1422-1427
- Beatrix von Rotheneck 1427
- Osanna von Streitberg 1427-1444
- Ursula von Tauffkirchen-Hohenrain und Höchlenbach 1444-1448
- Ottilia von Abensberg 1448-1475 mit
- Margarethe III von Paulstorff 1469-1475
- Agnes von Rothafft 1475-1520
- Barbara II von Aham 1520-1569
- Anna II von Kirmbreith 1569-1598
- Katharina II Scheifflin 1598-1605
- Eva von Uhrhausen 1605-1616
- Anna Maria von Salis 1616-1652
- Maria Margarethe von Sigertshofen 1652-1675
- Maria Theresia von Muggenthal 1675-1693
- Regina Recordin von Rein und Hamberg 1693-1697
- Johanna Franziska Sibylla von Muggenthal 1697-1723
- Maria Katharina Helena von Aham-Neuhaus 1723-1757
- Anna Katharina von Dücker-Hasslen-Urstein-Winkel 1757-1768
- Anna Febronia Elisabeth von Speth-Zwyfalten 1769-1789
- Maria Franziska Xaveria von Königfeld 1789-1793
- Maria Violanta von Lerchenfeld-Premberg 1793-1801
- Maria Helena von Freien-Seiboltsdorf 1801-1803